# Шуберт, Гейнц
Гейнц Герман Шуберт (нем. Heinz Hermann Schubert; 27 августа 1914, Берлин, Германская империя — 17 августа 1987, Бад-Ольдесло, ФРГ) — немецкий офицер, оберштурмфюрер СС, адъютант Отто Олендорфа, командира айнзацгруппы D, причастный к убийствам евреев на оккупированных территориях Украины, Крыма и Кавказа. После войны на Нюрнбергском процессе по делу об айнзацгруппах в 1948 году был приговорён к смертной казни, позднее заменённой на 10 лет заключения.

## Биография
Гейнц Шуберт родился 27 августа 1914 года в Берлине вскоре после начала Первой мировой войны. Сначала посещал школу в Айзенберге, потом учился в высшей коммерческой школе в Лихтенберге. С апреля 1931 года по август 1933 года работал адвокатом.
С августа 1933 года работал на рейхсштатгальтера Бремена и Ольденбурга. 1 мая 1934 года в возрасте 19 лет вступил в НСДАП (билет № 3474350). 10 октября 1934 года был зачислен в ряды СС (№ 107326). С этого же времени служил в аппарате СД. До поступления в айнзацгруппу D служил в Главном управлении имперской безопасности в отделе I A4 (персональные данные СД).
В октябре 1941 года заменил своего предшественника Майра на посту адъютанта командира айнзацгруппы D Отто Олендорфа. В декабре 1941 года Олендорф и его заместитель Вилли Зайберт поручили ему организовать и проконтролировать убийство от 700 до 800 человек в Симферополе. Расстрел был произведён зондеркомандой 11b. Шуберт чётко определил место стрельбы, чтобы избежать случайных свидетелей, приказал загрузить в грузовики жертв из цыганского квартала Симферополя и контролировал сбор денег и ценностей. Он лично наблюдал за расстрелами, которые происходили на большом расстоянии между стрелками и жертвами, чтобы уменьшить «эмоциональную нагрузку» стрелков.
В начале июля 1942 года Шуберт покинул айнзацгруппу D, которую теперь возглавлял Вальтер Биркамп, и вернулся в Берлин, где работал в 3-м ведомстве (внутренняя служба СД) Главного управления имперской безопасности (РСХА). Преемником Шуберта на посту адъютанта командира айнзацгруппы D в июле 1942 года стал Ганс Тилеке. До конца 1944 года оставался адъютантом Отто Олендорфа в РСХА, после чего служил под руководством Ганса Элиха в группе III B (народность и народное здравие) РСХА.

### После войны
После окончания войны был арестован и предстал перед американским военным трибуналом в Нюрнберге, рассматривавшем дело айнзацгруп. 9 апреля 1948 года был признан виновным по всем трём пунктам обвинения: преступления против человечества, военные преступления и членство в преступных организациях. 10 апреля 1948 года был приговорён к смертной казни. 31 января 1951 года Верховный комиссар зоны США в Германии Джон Макклой обратился к консультативному совету по вопросам помилования военных преступников с целью пересмотра 15-ти смертных приговоров: четверо были заменены на пожизненное заключение, а шесть на срок от 10 до 25 лет, остальные пять приговоров должны быть приведены в исполнение. Смертный приговор в отношении Шуберта был заменён на тюремное заключение сроком в 10 лет. В 1952 году он был освобождён досрочно. Умер в 1987 году.